# Annette Reineke
Annette Reineke (* 1968 in Essen) ist eine deutsche Agrarwissenschaftlerin, Hochschullehrerin für Phytomedizin und Vizepräsidentin Forschung der Hochschule Geisenheim sowie Vorstandsvorsitzende der Deutschen Phytomedizinischen Gesellschaft.

## Leben und Wirken
Nach einem einjährigen Praktikum auf dem Lehr- und Versuchsgut Eichhof in Bad Hersfeld folgte das Studium der Agrarwissenschaften mit dem Schwerpunkt pflanzliche Produktion an den Universitäten Bonn und Hohenheim. Die Promotion erfolgte am Institut für Phytomedizin in Hohenheim, gefolgt von einem zweijährigen PostDoc-Aufenthalt an der University of Adelaide in Australien. Anschließend bewarb sich Reineke erfolgreich als Stipendiatin beim nach Margarete von Wrangell benannten Wrangel-Fellow-Habilitationsprogramm.
Von 2001 bis 2005 war Reineke wissenschaftliche Mitarbeiterin von Claus P. W. Zebitz am Institut für Phytomedizin der Universität Hohenheim, wo sie sich 2006 im Fachgebiet Pflanzenschutz und Entomologie habilitierte.
Es folgte eine Tätigkeit als Gruppenleiterin im Department Entomologie des Max-Planck-Instituts für Chemische Ökologie in Jena.
Im Mai 2006 wurde Reineke als Professorin für Pflanzenschutz im Wein- und Gartenbau an die Hochschule Geisenheim berufen, verbunden mit der gleichzeitigen Leitung des Instituts für Phytomedizin.
Der Forschungsschwerpunkt von Annette Reineke liegt in der angewandten Entomologie, insbesondere hinsichtlich der Bedeutung und des Managements von Insekten als Schädlinge von Reben und gartenbaulichen Kulturen. Hierzu gehören Arbeiten zu Interaktionen von Insekten und entomopathogenen Pilzen und der Nutzung dieser Mikroorganismen in neuartigen Pflanzenschutzkonzepten wie z. B. als Endophyten in Reben und anderen Kulturen.

## Mitgliedschaften
- Mitglied im Wissenschaftlichen Beirat zum Nationalen Aktionsplan Pflanzenschutz (01.2015–12.2019)[4]
- Vorstandsmitglied der Deutschen Gesellschaft für allgemeine und angewandte Entomologie (03.2017–03.2023)[5][6]
- Mitglied, seit 2023 Vorstandsmitglied, in den Jahren 2025/26 Vorsitzende der Deutschen Phytomedizinischen Gesellschaft
- Vizepräsidentin für Forschung an der Hochschule Geisenheim seit 2017[7]
- Mitglied des Wissenschaftlichen Beirats des Julius Kühn-Instituts (JKI) seit 09.2018
- Mitglied im Fachkollegium 207 der DFG „Agrar-, Forstwissenschaften und Tiermedizin“ (01.2020–04.2024)
- Mitglied der „Ständigen Senatskommission Transformation von Agrar- und Ernährungssystemen“ (SKAE) der DFG seit 01.2024
- Mitglied im Editorial Board verschiedener Fachzeitschriften.

## Publikationen (Auswahl)
- C. Drenker, D. El Mazouar, T. Seib, S. Weißhaupt, D. Stephan, S. Kunz, A. Reineke, Y. Rondot, A. Linkies, E. Koch (2024): Biocontrol of plant pathogens by Lysobacter enzymogenes isolate LEC: efficacy of shake flask broth, fermentation broth and dried preparations.. Biocontrol Science and Technology 35 (1) S. 1–20. DOI:10.1080/09583157.2024.2425931
- M. Ponchon, D. Papura, R. López-Plantey, B. Joubard, M. Singh, K. Rahmani, A. Reineke, D. Thiery (2024): Potential of the entomopathogenic fungus Metarhizium robertsii to control radicicole grape phylloxera Daktulosphaira vitifoliae. Entomologia generalis 44 (4) S. 937–948. DOI:10.1127/entomologia/2024/2689
- E. Beris, D. Papachristos, M. Ponchon, D. Caca, D. Kontodimas, A. Reineke (2024): The effects of temperature on pathogenicity of entomopathogenic fungi for controlling larval populations of the European grapevine moth (Lobesia botrana) (Lepidoptera: Tortricidae). Crop Protection 177, DOI:10.1016/j.cropro.2023.106542
- J. Gallinger, M. Rid-Moneta, C. Becker, A. Reineke, J. Gros (2023): Altered volatile emission of pear trees under elevated atmospheric CO2 levels has no relevance to pear psyllid host choice. Environmental Science and Pollution Research 30 S. 43740–43751. DOI:10.1007/s11356-023-25260-w
- C. Drenker, D. El Mazouar, G. Bücker, S. Weisshaupt, E. Wienke, E. Koch, S. Kunz, A. Reineke, Y. Rondot, A. Linkies (2023): Characterization of a disease-suppressive isolate of Lysobacter enzymogenes with broad antagonistic activity against bacterial, oomycetal and fungal pathogens in different crops. Plants 12 (3) DOI:10.3390/plants12030682